# Black Flag
Black Flag est un groupe de punk hardcore américain, originaire de Hermosa Beach, en Californie. Le groupe est formé par Greg Ginn, le guitariste, compositeur principal et seul membre permanent à travers de multiples changements de personnel dans le groupe. Ils sont largement considérés comme l'un des premiers groupes de punk hardcore. Leur nom et leur logo rappellent le drapeau noir, symbole de la pensée anarchiste.
Après sa rupture en 1986, Black Flag s'est brièvement réuni en 2003, puis de nouveau entre 2013 et 2014. Black Flag a été et reste très respecté au sein de la sous-culture punk, principalement pour leur promotion inlassable d'une idéologie do it yourself.

## Biographie

### Débuts (1976–1979)
Formé par Greg Ginn (né le 8 juin 1954) à la guitare, et Chuck Dukowski à la basse, Black Flag comprend également Keith Morris au chant et Brian Migdol à la batterie. Le nom du groupe aurait été suggéré par le frère de Ginn, l'artiste Raymond Pettibon, qui a également conçu le logo du groupe : un drapeau noir stylisé représenté par quatre barres noires. Pettibon a déclaré : « Si un drapeau blanc signifie la reddition, un drapeau noir représente l'anarchie.» Leur nouveau nom n'est pas sans rappeler le symbole anarchiste, l'insecticide du même nom, et du groupe de heavy metal britannique Black Sabbath, un des groupes préférés de Ginn. Ce dernier a suggéré qu'il était « à l'aise avec toutes les implications de ce nom ». Le groupe peint à la bombe le logo simple et frappant dans Los Angeles, en Californie. Pettibon a également créé beaucoup de leurs pochettes. Les paroles des chansons bien qu'étant "anti-système", les textes de Black Flag ne sont pas libertaires[réf. nécessaire].
En 1977, leur démo intéresse le label local indépendant Bomp! qui, après plus de six mois, décide finalement de ne pas sortir leur 45 tours. Ginn et Dukowski décident donc de fonder, avec leurs amis sonorisateurs Mugger et Spot, leur propre label SST Records (Solid State Transmitters) et sortent le 45 tours Nervous Breakdown en 1978. En 1979, Keith Morris quitte le groupe pour fonder les Circle Jerks. Arrive ensuite au chant Ron Reyes, avec qui sera enregistré l'EP (sorti sur un 12" chez SST Records) Jealous Again contenant 5 titres. Ce sera le seul enregistrement studio avec Ron Reyes (même si le 4 mai 2013 Black Flag dévoile un nouveau titre avec Ron Reyes au chant). Vient ensuite le chanteur Dez Cadena.

### Premiers albums (1980–1986)
Durant un concert de l'été 1981, alors que le groupe entame le morceau Clocked In, un jeune fan monte sur scène, arrache le micro du chanteur et hurle la chanson à sa place. Ce jeune homme d'à peine 18 ans se nomme Henry Rollins et va devenir le chanteur emblématique de Black Flag et du mouvement hardcore.
En novembre de la même année, sort le premier album intitulé Damaged, mais le distributeur du label, la major MCA, refuse de distribuer un disque dont il juge les textes et la démarche insupportables. S'ensuit un procès qui met fin à la carrière du groupe. Ainsi le deuxième album, My War, ne sort qu'en 1984, suivi rapidement du troisième, Family Man et du quatrième Slip it In.
La musique de Black Flag y évolue du punk rock vers un hardcore plus mûr. Henry Rollins enregistre toute une face en parlé-chanté sur l'album Family Man, chose qu'il refait la même année dans une escapade solo. En 1985, Rollins parti, Ginn, Kira Roessler et Bill Stevenson publient les deux derniers albums - In My Head et Who's Got The 10 1/2 (live) en 1986. À son tour Ginn travaille en solo avec au début, Gone (en), formation instrumentale qui mélange punk et jazz. Henry Rollins, de son côté, monte son propre groupe, Rollins Band.

### Deuxième période (2013–2014)

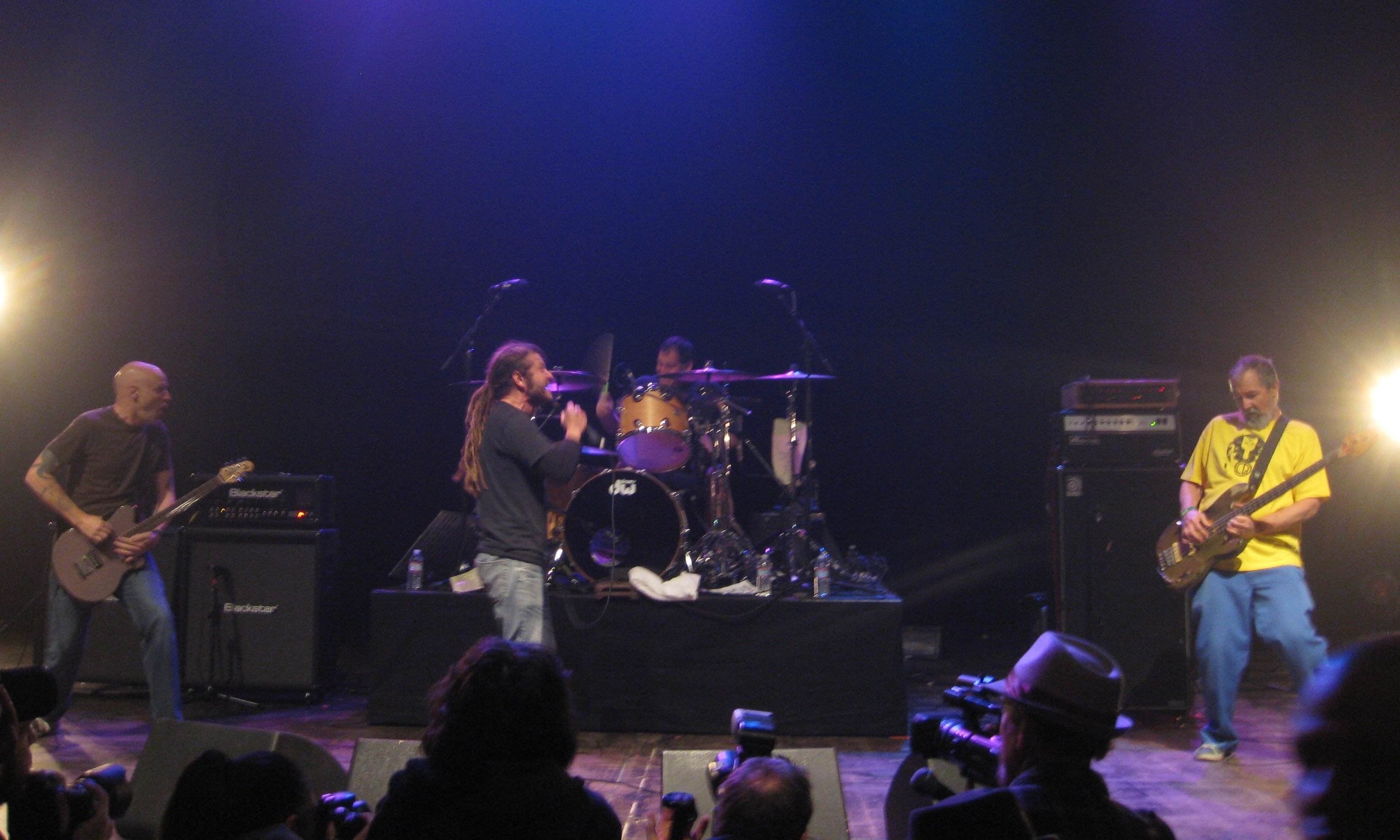
De gauche à droite : Stephen Egerton, Keith Morris, Bill Stevenson, et Chuck Dukowski jouant sous Black Flag au GV30 en décembre 2011.

Le 18 décembre 2011, Keith Morris, Chuck Dukowski, Bill Stevenson, et Stephen Egerton (Descendents) jouent l'EP Nervous Breakdown EP dans son intégralité à la 30e édition du Goldenvoice appelée GV 30.
Le groupe revient en 2013 sous deux formes. Une première nommée Flag avec Keith Morris au chant et dernièrement Greg Ginn reforme lui-même officiellement Black Flag avec au chant Ron Reyes. Le 4 mai 2013, Black Flag dévoile un nouveau titre Down in the Dirt. Le 5 novembre 2013, le groupe diffuse sur Spotify son septième album What the..., son premier album depuis 1985.
Le 24 novembre 2013, lors d'une tournée en Australie, Mike Vallely viendra interrompre le concert des Black Flag à deux chansons de la fin du set. S'emparant du micro de Ron Reyes, il lui demandera de quitter la scène et terminera le set au chant. Quelques jours plus tard, Ron Reyes publiera un communiqué sur la page Facebook du groupe en annonçant qu'il quitte les Black Flag. En janvier 2014, Vallely devient le nouveau chanteur du groupe. Vallely s'excuse auprès des fans en 2013 et révèle un nouvel album du groupe pour mai 2014. Peu après cette annonce, Dave Klein quitte le groupe. En 2014, Ginn recrute les nouveaux membres Tyler Smith à la basse, et Brandon Pertzborn à la batterie. Black Flag sera inactif après afin de leur tournée.

## Style musical
Black Flag est un groupe principalement punk hardcore, et considéré comme l'un des premiers du genre,,,. Le son de Black Flag mélange la simplicité brute des Ramones avec des solo de guitare atonales et de fréquents changements de tempos. Les paroles ont été écrites principalement par Ginn, et comme d'autres groupes de punk rock de la fin des années 1970 et au début des années 1980, Black Flag exprime un message anti-autoritaire et non-conformiste, dans les chansons rythmées avec des descriptions de l'isolement social, la névrose, la pauvreté et la paranoïa.
Au cours des années 1980, le son de Black Flag, ainsi que leur notoriété, évoluent. En plus d'être au cœur de la création de punk hardcore, ils sont des innovateurs de la première vague du American West Coast punk rock et sont considérés comme une influence majeure de la sous-culture punk aux États-Unis et à l'étranger. Ils sont aussi parmi les premiers groupes de punk rock à incorporer des éléments et l'influence heavy metal au niveau des mélodies et des rythmiques. Il y a des éléments issus du freestyle, du free jazz, du breakbeat et de musique classiques contemporains dans leur musique, en particulier sur la guitare de Ginn. Le groupe entrecoupe ses enregistrements et concerts avec des sections instrumentales. Il a également joué des chansons plus longues, plus lentes et plus complexes à un moment où les groupes dans son milieu jouaient des chansons rapides basées sur trois accords. En conséquence, sa vaste discographie est plus stylistiquement variée que beaucoup de ses contemporains de punk rock.
Black Flag a été et reste très respecté au sein de la sous-culture punk, principalement pour la promotion d'une autonomie Do It Yourself. Ils sont souvent considérés comme les pionniers à enregistrer pour les labels indépendants underground qui ont fleuri dans les années 1980 parmi les groupes de rock punk.
Kurt Cobain mentionne deux albums de Black Flag, My War et Damaged, dans sa liste des 50 meilleurs albums en 1993.

## Discographie

### Albums studio
- 1981 : Damaged
- 1984 : My War
- 1984 : Family Man
- 1984 : Slip it In
- 1985 : Loose Nut
- 1985 : In My Head
- 2013 : What the...

### Albums live
- 1985 : Live '84
- 1986 : Who's Got the 10½?
- 1987 : Annihilate This Week

### Compilations
- 1982 : Everything Went Black
- 1983 : The First Four Years
- 1987 : Wasted…Again

### Singles
- 1981 : Louie Louie

### EP
- 1978 : Nervous Breakdown
- 1980 : Jealous Again
- 1981 : Six Pack
- 1982 : TV Party
- 1985 : The Process of Weeding Out
- 1986 : Minuteflag
- 1989 : I Can See You

### Divers
- 1996 : The Complete 1982 Demos Plus More

## Membres

### Derniers membres
- Greg Ginn - guitare (1976–2014)
- Mike Vallely - voix, guitare (2013–2014)
- Tyler Smith - basse (2014)
- Brandon Pertzborn - batterie (2014)

### Anciens membres
- Keith Morris - voix (1976-1979)
- Raymond Pettibon - basse (1976)
- Glen « Spot » Lockett - basse (1976-1977)
- Chuck Dukowski - basse (1977-1983)
- Brian Migdol - batterie (1976-1979)
- Roberto « ROBO » Valverde - batterie (1979-1981, 2003)
- Ron Reyes - voix (1979-1980, 2013)
- Dez Cadena - guitare (1981-1983, 2003), voix (1980-1981, 2003)
- Henry Rollins - voix (1981-1986)
- Emil Johnson - batterie (1982)
- Chuck Biscuits - batterie (1982)
- Kira Roessler - basse (1983-1985)
- Bill Stevenson - batterie (1983-1985)
- Anthony Martinez - batterie (1985-1986)
- C'el Revuelta - basse (1986, 2003)
- Gregory Moore - batterie (2003, 2013)
- Dave Klein - basse (2013)